# Sân bay Khải Đức
Sân bay Kai Tak (giản thể: 启德机场; phồn thể: 啟德機場; bính âm: Qǐdé Jīchǎng; Yale Quảng Đông: kai2 dak6 gei1 cheong4) (phiên âm Hán-Việt: Khải Đức cơ trường) từng là một sân bay quốc tế của Hồng Kông từ năm 1925 đến năm 1998. Ngày 6 tháng 7 năm 1998, sân bay này được thay thế bằng sân bay mới là Sân bay Quốc tế Hong Kong tại Chek Lap Kok.
Sân bay này từng là sân nhà của hãng hàng không quốc gia Hồng Kông Cathay Pacific, cũng như của các hãng Dragonair, Air Hong Kong và Hong Kong Airways. Có nhiều nhà chọc trời và núi nằm ở phía bắc sân bay, trong khi đường băng duy nhất thì hướng ra Cảng Victoria.

## Vị trí địa lý và lịch sử
Kai Tak tọa lạc tại phía Bắc của vịnh Cửu Long ở Kowloon, Hong Kong. Khu vực phụ cận bị các núi lởm chởm bao bọc. Ít hơn 10 km về phía Bắc và Đông Bắc là một dãy các đồi có độ cao 2000 feet (609,6 m). Về phía Đông của đường băng, các đồi cách đó ít hơn 5 km. Ngay về phía Nam của sân bay là Cảng Victoria và về phía Nam xa hơn là Đảo Hồng Kông với các đồi cao 640,08 m.
Chỉ có một đường băng ở sân bay này có hướng 136.1 độ và 316.1 độ, do đó nó có tên 13/31. Đường băng được xây dựng bằng đất lấn biển trong bến cảng và đã được mở rộng nhiều lần kể từ khi bắt đầu xây dựng. Khi sân bay bị đóng cửa, đường băng có chiều dài 3390 m.
Việc hạ cánh tại sân bay này quả là một điều thách thức. Tùy thuộc vào hướng hạ cánh, máy bay phải vượt qua các khu vực đông đúc dân cư tại Cửu Long với cao độ thấp.
Tại cuối phía Bắc của đường băng, các tòa nhà cao đến 6 tầng mọc lên ngay giữa đường. Ba phía của sân bay bị Cảng Victoria bao quanh.
Sự tăng trưởng của Hồng Kông cũng đã gây căng thẳng cho năng lực của sân bay. Sân bay có công suất thiết kế 24 triệu hành khách mỗi năm nhưng năm 1996, sân bay này đã phục vụ 29,5 triệu cộng thêm 1,56 tấn hàng khiến nó trở thành sân bay bận rộn thứ 3 thế giới về lượng khách và thứ nhất về lượng hàng hóa.. Do yêu cầu cất hạ cánh an toàn nên độ cao các tòa nhà xây ở Kowloon bị hạn chế. Sân bay này cũng gây ô nhiễm tiếng ồn nghiêm trọng cho các cư dân gần đó. Lệnh giới nghiêm từ nửa đêm đến 6h30 sáng cũng cản trở hoạt động của sân bay này.

Sơ đồ Sân bay Kai Tak

Do đó, cuối thập niên 1980, chính quyền Hồng Kông đã bắt đầu tìm kiếm một vị trí thay thế để xây một sân bay mới thay thế sân bay Kai Tak. Và đã chọn Xích Liệp Giác nằm ngoài biển của Đảo Lạn Đầu. Người ta đã phải lấp biển với một số lượng lớn các nguồn lực được huy động để xây sân bay mới, đây là một phần của 10 Airport Core Programme. Sân bay mới đã chính thức mở cửa ngày 6 tháng 7 năm 1998. Kai Tak được đóng cửa và mã IATA của sân bay này được chuyển cho sân bay mới